# Christian von Welck

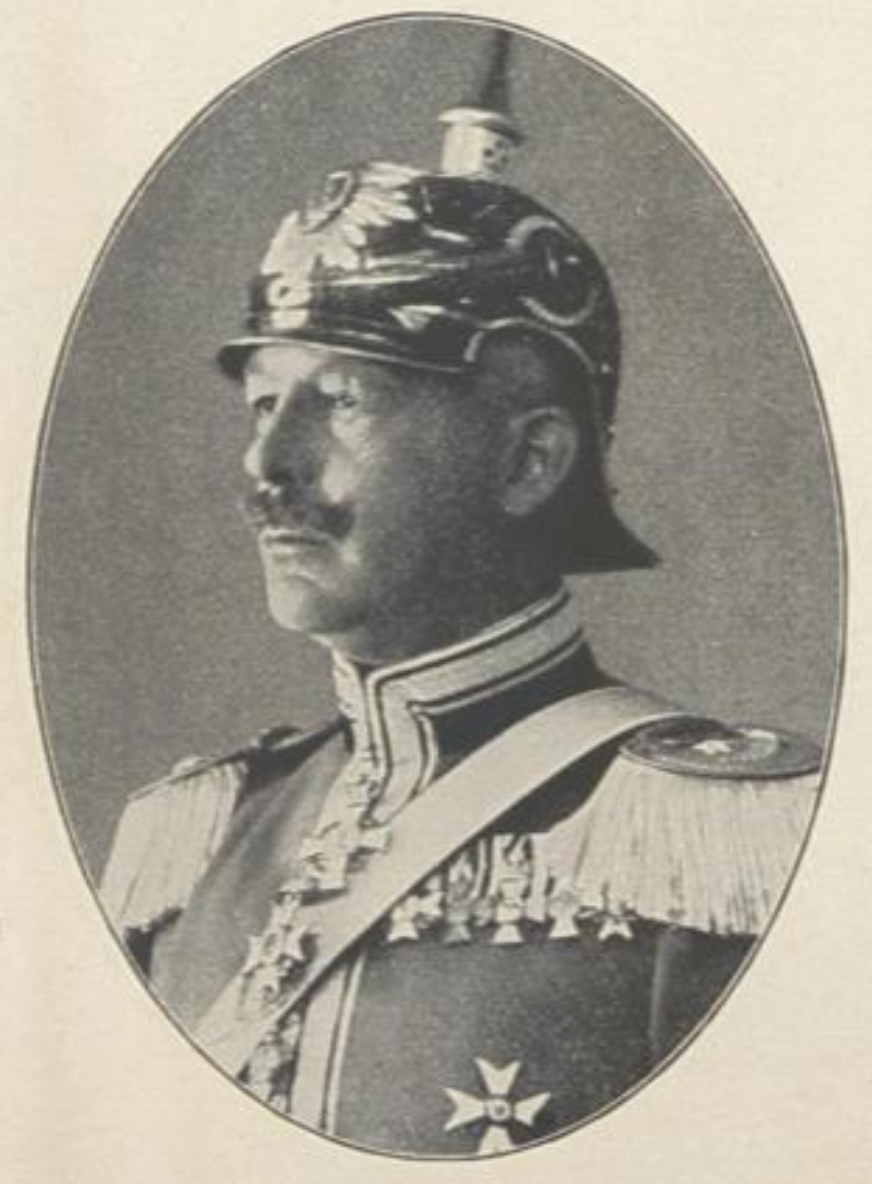
Christian von Welck

Kurt Christian Freiherr von Welck (* 1858 in Liebau; † Januar 1928 in Dresden) war ein sächsischer Generalleutnant.

## Leben
Kurt Christian von Welck entstammte dem sächsischen Adelsgeschlecht derer von Welck, welches 1785 nobilitiert wurde. Christian war ein Enkel des sächsischen Landtagsabgeordneten und Rittergutsbesitzer Curt Robert von Welck und dessen Ehefrau Freiin Emma Luise von Beust (* 13. November 1805 in Gansgrün; † 27. Januar 1892 in Serkowitz) aus dem Haus Thossfell. Aus der Ehe entstanden mehrere Kinder, darunter auch der Vater von Christian, Heinrich von Welck. Dieser wurde Rittergutsbesitzer, Autor und Mitbegründer des Landesvereins für Innere Mission Sachsen und heiratete in erster Ehe Clara, geb. Weiß. Christian hatte zwei Brüder (darunter der Vizekonsul Maximilian von Welck), zwei Schwestern und aus der zweiten Ehe seines Vaters noch sieben Halbgeschwister. Zu seinen Halbgeschwistern gehören der Professor für allgemeine Rechtskunde Magnus von Welck, der Ministerialrat Alfred von Welck und der Amtshauptmann Kurt Ernst von Welck. Christian selbst war mit Marietta, geb. Tucher von Simmelsdorf verheiratet.
Christian von Welck trat 1870 in den Kadettenkorps der sächsischen Armee ein und erhielt eine vieljährige Erziehung, wonach er am 10. April 1876 als Fähnrich dem Ulanen-Regiment „Kaiser Franz Josef von Österreich, König von Ungarn“ (1. Königlich Sächsisches) Nr. 17 unter Oberst Ernst Bernhard Vitzthum von Eckstädt übergeben wurde. Am 21. September 1877 avancierte er zum Leutnant im Regiment und durchlief in den folgenden Jahren eine typische militärische Laufbahn, wonach er u. a. zum Militär-Reit-Institut in Hannover abkommandiert wurde und in dieser Eigenschaft am 26. Juli 1883 zum Oberleutnant aufstieg. Nach Rückkehr diente er weiterhin im Regiment und stieg am 19. August 1889 zum Rittmeister und Eskadronschef auf. Die nächsten Jahre fungierte er in dieser Eigenschaft und wurde nach weiterer Beförderung zum Major am 28. Juni 1899 als etatsmäßiger Stabsoffizier dem Königlich Sächsischen 2. Husaren-Regiment Nr. 19 „Kronprinz Wilhelm des Deutschen Reiches und von Preußen“ zugeteilt. Nachfolgend wurde er Flügeladjutant des sächsischen Königs, bis er 1903 mit der Führung des Königlich Sächsischen Karabinier-Regiment (2. Schweres Regiment) beauftragt wurde. Nach Beförderung zum Oberstleutnant am 23. April 1904 wurde er als Regimentskommandeur bestätigt und kommandierte dieses die nächste Jahre über, worauf auch seine Beförderung zum Oberst am 25. März 1907 fiel. 1908 gab er das Regiment an Oberstleutnant Arthur von Bodenhausen ab und wurde mit der Führung der 1. Kavallerie-Brigade Nr. 23 in Dresden beauftragt. Unter Genehmigung seines Abschiedsgesuches wurde er 1911 unter Beförderung zum Generalmajor (20. März 1911) zur Disposition gestellt und zum Remonteinspekteur im sächsischen Kriegsministerium ernannt. Im Ersten Weltkrieg blieb er weiterhin in dieser Position, erlebte die Beförderung zum Generalleutnant und nahm nach Kriegsende seinen Abschied aus dem Militär.